# 磯部悦子
磯部 悦子（いそべ えつこ、1976年5月31日 - ）は、中京圏を拠点に活動する女優、ローカルタレント、ナレーター、元中京テレビ放送の契約アナウンサー。クリアレイズ所属。岐阜県可児市出身。岐阜女子大学卒業。身長160cm。血液型AB型。

## 来歴
多田木亮佑が主宰する劇団「少年ボーイズ」の元メンバーで、多田木が取締役を務めるクリアレイズに所属している。
中京テレビへ出向する前までは、中京圏内各局のローカル番組やテレビドラマに出演していた。2004年から中京テレビの契約アナウンサーとして活動するようになったが、後に出産を控え、2008年8月31日をもって同局との契約を終了した。

## 人物
趣味は舞台鑑賞。特技はタップダンス、歌。

## 出演

### テレビ番組
- 中学生日記（NHK名古屋放送局、生徒役）
- オトナになりたい（名古屋テレビ）
- 水曜ドラマの花束 素敵にライバル（NHK、中西信美役）
- ユーガッタ!CBC （CBCテレビ、ナレーター）
- ぴーかんテレビ 元気がいいね! （2000年10月 - 2003年8月、東海テレビ、リポーター）
- 中京テレビニュースプラス1 （中京テレビ、リポーター・ナレーター）[1]
- クスクス（中京テレビ、リポーター）
- PS （中京テレビ、「海山グルメ旅」ナレーター）
- 優子がゼッタイ! 〜流行発信研究所〜（中京テレビ、ナレーター）
- でんじろう先生の日曜実験室 ラブラボ! （中京テレビ、ナレーター）
- 中京テレビNEWSリアルタイム（中京テレビ、リポーター・ナレーター） - 中京テレビとの契約を終えた後も、特集コーナーのナレーターを担当していた。
- NEWS ZERO 中京テレビローカルパート（中京テレビ）
- エミエミ（中京テレビ、ナレーター）
- ゴリ夢中（中京テレビ、ナレーター）

### ラジオ番組
- 土曜はごきげん天野良春ショー（2003年4月 - 2004年3月、東海ラジオ、アシスタント）
- キャンパスフリーク（岐阜エフエム放送、パーソナリティ）

### CM
- ひるがの高原 牧歌の里（中京広域圏ローカルCM、ナレーター）
- パチンコ大松ラッキーグループ（中京広域圏ローカルCM、ナレーター）
- NTTドコモ東海（中京広域圏ローカルCM）
- ドルティエ（カネボウ、ナレーター）
- メルスプラン（メニコン、ナレーター）